# St Trinian's : Pensionnat pour jeunes filles rebelles
Ne doit pas être confondu avec St. Trinian's.
Série St. Trinian's
The Wildcats of St. Trinian's (en)
(1980) St. Trinian's 2
(2009)
Pour plus de détails, voir Fiche technique et Distribution.
St Trinian's : Pensionnat pour jeunes filles rebelles, ou St Trinian's : École pour filles au Québec, (St. Trinian's) est un film britannique réalisé par Oliver Parker et Barnaby Thompson, sorti en 2007.
Ce film est inspiré de The Belles of St. Trinian's, film de 1954.

## Synopsis
St. Trinian's est une école pour jeunes filles de l'aristocratie qui possède une doctrine anarchique de la libre expression, mais qui se trouve aussi au bord de la banqueroute. Devant les menaces du banquier et les tentatives du ministre de l'éducation de fermer l'établissement, les pensionnaires décident de voler La Jeune Fille à la perle de Vermeer à la National Gallery et d'inscrire l'école au jeu télévisé School Challenge, présenté par Stephen Fry.

## Fiche technique
- Titre : St Trinian's : Pensionnat pour jeunes filles rebelles
- Titre québécois : St Trinian's : École pour filles
- Titre original : St. Trinian's
- Réalisation : Oliver Parker et Barnaby Thompson
- Scénario : Piers Ashworth et Nick Moorcroft d'après les ouvrages de Ronald Searle
- Production : Rupert Everett, Nigel Green, Mark Hubbard, Oliver Parker, James Spring, Barnaby Thompson
- Budget : 13 500 000 $
- Musique : Charlie Mole
- Photographie : Gavin Finney
- Montage : Alex Mackie
- Décors : Amanda McArthur
- Costumes : Rebecca Hale et Penny Rose
- Pays d'origine : Royaume-Uni
- Format : Couleurs, par 1,85:1, par Dolby Digital, par 35 mm
- Genre : Comédie
- Durée : 97 minutes
- Date de sortie : 10 décembre 2007

## Distribution
- Talulah Riley (V. Q. : Catherine Bonneau) : Annabelle Fritton
- Rupert Everett (V. Q. : Daniel Picard) : Camilla Fritton / Carnaby Fritton
- Jodie Whittaker (V. Q. : Kim Jalabert) : Beverly
- Gemma Arterton (V. Q. : Catherine Proulx-Lemay) : Kelly
- Kathryn Drysdale (V. Q. : Pascale Montreuil) : Taylor
- Juno Temple : Celia
- Antonia Bernath (V. Q. : Viviane Pacal) : Chloe
- Amara Karan : Peaches
- Tamsin Egerton (V. Q. : Karine Vanasse) : Chelsea
- Lily Cole (V. Q. : Romy Kraushaar-Hébert) : Polly
- Paloma Faith (V. Q. : Catherine Brunet) : Andrea
- Holly Mackie (V. Q. : Juliette Mondoux) : Tara
- Cloe Mackie : Tania
- Esme Thompson : Une première année
- Bel Parker : La fille aux lunettes
- Celia Imrie (V. Q. : Madeleine Arsenault) : Matron
- Fenella Woolgar : Miss Cleaver
- Theo Cross : Professeur d'artr
- Russell Brand (V. Q. : Nicolas Charbonneaux-Collombet) : Flash
- Tereza Srbova : Anoushka
- Lena Headey (V. Q. : Anne Bédard) : Miss Dickinson
- Toby Jones : Bursar
- Caterina Murino : Miss Maupassant
- Colin Firth (V. Q. : Jean-Luc Montminy) : Geoffrey Thwaites
- James Rawlings : Attaché de presse
- Ben Willbond : Inspecteur souffrant de choc post-traumatique
- Emily Bevan : Inspectrice
- John Thompson : Inspecteur
- Lucy Punch : Verity Thwaites
- Anna Chancellor : Miss Bagstock
- Millie Foster : Saffron
- Steve Furst : Représentant de la banque
- Preston Thompson : Le garçon à la fête
- Mischa Barton : JJ French
- Stephen Fry (V. Q. : Pierre Chagnon) : Lui-même
- Cato Sandford : Élève de Bedales
- Jonathan Bailey : Élève de Bedales
- Arthur Campbell : Élève de Eton
- Denise Stephenson : Denise
- Andrew Buckley : Garde
- Jody Halse : Garde
- Richard Glover : Dérouleur de tapis
- Jeremy Thompson : Sky Newscaster
- Nathaniel Parker : Président de la National Gallery
- Cheryl Cole : Membre de la bande
- Nadine Coyle : Membre de la bande
- Sarah Harding : Membre de la bande
- Nicola Roberts : Membre de la bande
- Kimberley Walsh : Membre de la bande

Source et légende : Version québécoise (V.Q.) sur Doublage Québec.

## Autour du film
- Colin Firth et Anna Chancellor jouent côte à côte pour la 3e fois après Orgueil et Préjugés en 1995 et Ce dont rêvent les filles en 2003.
- Le petit chien de St Trinian se prénomme Mr Darcy, une allusion au célèbre personnage endossé en 1995 par Colin Firth dans Orgueil et Préjugés. Personnage qu'il retrouvera d'une certaine façon dans les adaptations moderne de l'œuvre de Jane Austen : Le journal de Bridget Jones en 2001 puis Bridget Jones : L'Âge de raison en 2004.
- Une autre allusion a l'adaptation d'Orgueil et Préjugés de 1995 : La scène où Geoffrey (Colin Firth) tombe dans la fontaine. En effet ce dernier apparaît quelques secondes plus tard avec sa chemise blanche mouillée face à Madame Fritton (Rupert Everett), en 1995 il apparaissait ainsi vêtu devant Elizabeth Bennet (Jennifer Ehle) après un plongeon dans un lac en tant que Mr Darcy.
- Nouveau clin d'œil à Orgueil et Préjugés (l'œuvre littéraire cette fois) lors de la finale du concours. L'une des questions consiste à faire deviner le titre Orgueil et Préjugés grâce au nom qui était au départ le sien Premières impressions.
- La Jeune Fille à la perle : Ce tableau tient une place majeure dans le film, et il amène à faire référence à un autre film, La Jeune Fille à la perle, dans lequel a joué Colin Firth aux côtés de Scarlett Johansson.
- Le modus operandi du casse est une citation du film Haute Voltige
- Talulah Riley a joué dans l'adaptation d'Orgueil et Préjugés de 2005 au côté de Keira Knightley.

## Musique
Le CD n'est disponible en France qu'en import, et contient les différentes musiques du film :
1. Theme to St. Trinians, par Girls Aloud
2. Trouble, par les acteurs du film
3. Oh my God, par Mark Ronson et Lily Allen
4. Love is in the Air, par Rupert Everett et Colin Firth
5. Don't Give Up, par Noisettes
6. Nine2Five, par the Ordinary Boys et Lady Sovereign
7. If I Can't Dance, par Sophie Ellis-Bextor
8. Teenage Kicks, par Remi Nicole
9. Sanctuary, par Gabriella Cilmi
10. Love is a Many Splendored Thing, par the Four Aces et Al Alberts
11. 3 Spoons of Suga, par Sugababes
12. On my Way to Satisfaction, par Girls Aloud
13. Defenders of Anarchy (The St. Trinians School Song), par les acteurs du film

## DVD
St Trinian's est disponible en Blu-ray et DVD en France depuis le 22 février 2011